# Forth Road Bridge
Die Forth Road Bridge führt die Nationalstraße A9000 bei Edinburgh in Schottland über den Firth of Forth.
Die Hängebrücke überspannt den Meeresarm zwischen den Orten North Queensferry und South Queensferry und steht zwischen der Forth Bridge, der 1890 eröffneten Eisenbahnbrücke, und der noch weiter westlich stehenden Queensferry Crossing, der 2017 eröffneten Autobahnbrücke.

## Beschreibung
Die insgesamt 2517 m (8289 ft) lange und 33 m breite Brücke hat vier Fahrspuren, aber keine Pannenstreifen, und beidseitige Fuß- und Radwege. Straßenschilder verweisen auf den kostenlosen Pannendienst auf der Brücke. An beiden Enden der Brücke befinden sich Bushaltestellen.
Die Brückendurchfahrtshöhe für die Seeschiffe beträgt 45,7 m (150 ft).
Mit einer Spannweite von 1006 m war sie bei ihrer Eröffnung 1964 die größte Brücke ihrer Art in Europa.
Die Forth Road Bridge besteht aus der eigentlichen, 1822 m (5980 ft) langen Hängebrücke mit einer Spannweite von 1006 m (3300 ft) in der Hauptöffnung und von je 408 m (1340 ft) in den beiden Seitenöffnungen, sowie der 257 m (842 ft) langen nördlichen und der 438 m (1437 ft) langen südlichen Vorlandbrücke.

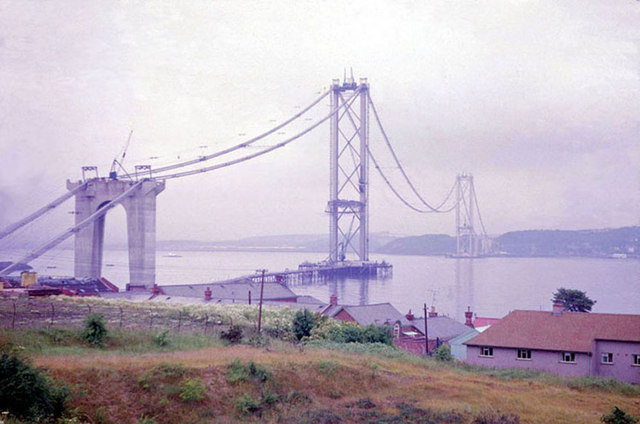
Der Bau der Brücke (Juli 1962)

Die beiden stählernen Pylone haben eine Höhe von etwas mehr als 150 m über der Wasserfläche. Ihre geschweißten Stiele haben einen rechteckigen Hohlquerschnitt und sind durch Andreaskreuze versteift. In den 1990er Jahren wurden sie verstärkt; dabei wurden hochfeste Schrauben verwendet. Ab 1996 wurden die Pylone durch Schiffsabweiser geschützt.
An beiden Enden der Hängebrücke stehen Stahlbeton-Pfeiler, über die die Tragkabel zu ihren Verankerungen in 56 bis 79 m Tiefe im felsigen Untergrund geführt werden. Diese Pfeiler sind gleichzeitig die ersten in einer Reihe schmälerer Pfeiler, die die Vorlandbrücken tragen.
Die beiden Tragkabel haben einen Durchmesser von 59 cm und bestehen jeweils aus 11.618 Drähten, die im Luftspinnverfahren zu 
Paralleldrahtseilen zusammengefügt und anschließend von Seilpressmaschinen zu Kabeln verdichtet wurden. Die Drähte waren insgesamt fast 50.000 km lang.
192 Hänger verbinden die Tragkabel mit den Fahrbahnträgern; sie sind zwischen 90,0 und 2,4 m lang. Zwischen 1998 und 2000 wurden die ursprünglich aus einem doppelten Drahtseil bestehenden Hänger ausgetauscht gegen solche aus zwei Doppelseilen, die zukünftig leichter bei laufendem Verkehr ausgetauscht werden können.
Die Fahrbahnträger bestehen aus stählernen, 8,4 m hohen Fachwerkkonstruktionen. Während der Planung durchgeführte Windkanaltests hatten gezeigt, dass drei offene Zwischenräume über die gesamte Länge notwendig sind, um das gefürchtete aeroelastische Flattern zu vermeiden. Die Fahrbahnträger haben daher in der Mitte und seitlich zwischen den Fahrspuren und den außen angefügten Rad- und Gehwegen je einen 2,5 m breiten offenen Zwischenraum. Der Fahrbahnträger über der Hauptöffnung hat eine orthotrope Platte, über den Seitenöffnungen haben sie einen Verbund mit einer 20 cm dicken Stahlbetonplatte. Unter den Pylonen gleichen besonders konstruierte und lange Übergangskonstruktionen zwischen den Fahrbahnträgern deren temperaturbedingte Längenänderungen aus.
Die Vorlandbrücken haben Stahlbetonpfeiler und durchlaufende Fahrbahnträger aus zwei parallelen stählernen Hohlkästen und Querträgern, die mit einer Stahlbetonplatte verbunden sind.

## Geschichte
Die Forth Road Bridge wurde von Freeman Fox & Partners und Mott, Hay and Anderson entworfen. Bei Freeman Fox waren Gilbert Roberts und William Brown maßgeblich an der Tragwerksplanung beteiligt. Erbaut wurde sie zwischen 1958 und 1964 von Sir William Arrol & Co., Cleveland Bridge & Engineering Co. und Dorman Long.
Das Bauwerk wurde am 4. September 1964 von Queen Elizabeth II und Prinz Philip feierlich eröffnet und für den Verkehr freigegeben. Vor der Eröffnung verkehrten Fähren auf der Strecke; zuletzt hatten sie ein Verkehrsaufkommen von 600.000 Autos, 200.000 Lastwagen und 1,5 Millionen Menschen pro Jahr zu bewältigen. Wer die Fähre umfahren wollte, musste den großen Umweg über die Kincardine Bridge in Kauf nehmen. 1965 wurde der Dokumentarfilm The Forth Road Bridge veröffentlicht.
Seit April 2001 steht die Forth Road Bridge unter Denkmalschutz.
Am 15. Dezember 2010 beschloss das schottische Parlament, mit der Queensferry Crossing eine neue Brücke über den Firth of Forth zu bauen, die seit dem 30. August 2017 die M90 motorway über den Firth of Forth führt.
Noch während die neue Brücke in Bau war, musste am 4. Dezember 2015 die alte Straßenbrücke auf Grund von Korrosionsschäden kurzfristig für den gesamten Verkehr gesperrt werden. Die Sperrung, die auch Fußgänger und Radfahrer betraf, bedeutete große Umwege für alle, die nicht auf die Bahnverbindungen über die parallel verlaufende Eisenbahnbrücke ausweichen konnten. Die ursprünglich bis zum Neujahrstag 2016 geplante Sperrung konnte für Kraftfahrzeuge bis 7,5 t am 23. Dezember 2015 wieder aufgehoben werden, für schwerere Fahrzeuge erfolgte die Freigabe am 20. Februar 2016.

## Siehe auch

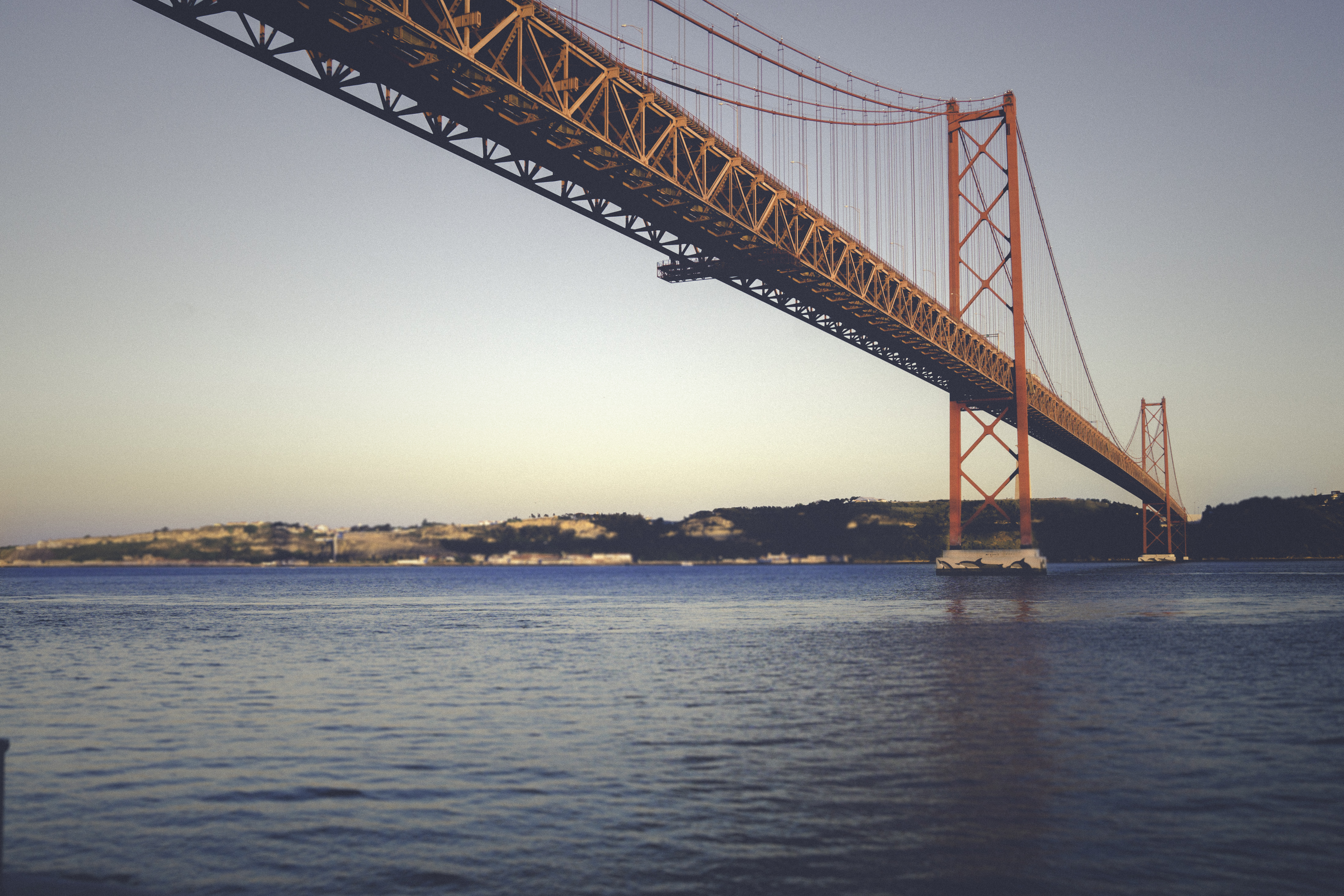
Brücke des 25. April, Lissabon